# Steven Yeun
Steven Yeun (Koreaans: 연상엽) (Seoel, 21 december 1983) is een Zuid-Koreaanse acteur, opgegroeid in de Verenigde Staten. Hij is voornamelijk bekend geworden als Glenn in de serie The Walking Dead. Hij verleende zijn stem aan het computerspel Crysis.

## Biografie
Yeun is de zoon van Je en June Yeun. Hij is geboren in Zuid-Korea, maar grootgebracht in Troy, Michigan.
Yeun behaalde een diploma in de psychologie aan het Kalamazoo College.
Yeun won een Emmy Award voor beste mannelijke hoofdrol in een miniserie voor zijn rol in Beef.

## Filmografie
| Jaar      | Film of tv-serie                 | Rol                    | Opmerkingen                        |
| --------- | -------------------------------- | ---------------------- | ---------------------------------- |
| 2009      | The Kari Files                   | Chip                   |                                    |
| 2009      | My Name is Jerry                 | Chaz                   |                                    |
| 2010      | Carpe Millennium                 | Kevin                  |                                    |
| 2010      | Blowout Sale                     | Klant                  |                                    |
| 2010      | Lemons the Show                  | Aziatische jongen      |                                    |
| 2010      | The Big Bang Theory              | Sebastian              |                                    |
| 2010-2016 | The Walking Dead                 | Glenn                  | Hoofdrol                           |
| 2011      | Law & Order: LA                  | Ken Hasui              | Aflevering "Hayden Tract"          |
| 2011      | A Moment of Youth                |                        | Aflevering "Carpe Millennium"      |
| 2011      | Warehouse 13                     | Gibson                 | Aflevering "Don't Hate the Player" |
| 2011      | The Soup                         | Glenn                  | Aflevering 8.39                    |
| 2018      | Sorry to Bother You              | Squeeze - Burning 2018 |                                    |
| 2018      | Beoning                          | Ben                    |                                    |
| 2020      | Minari                           | Jacob                  | Hoofdrol                           |
| 2021      | Space Jam: A New Legacy          | Warner Bros. Executive | Cameo                              |
| 2021      | Trollhunters: Rise of the Titans | Steve (stem)           |                                    |
| 2021      | The Humans                       | Richard                |                                    |
| 2022      | Nope                             | Ricky "Jupe" Park      | Hoofdrol                           |
| 2023      | Beef                             |                        | Hoofdrol                           |
| 2025      | Mickey 17                        | Berto                  |                                    |

## Computerspellen
| Jaar | Spel           | Rol               | Opmerkingen |
| ---- | -------------- | ----------------- | ----------- |
| 2007 | Crysis         | Koreaanse soldaat | Stem        |
| 2008 | Crysis Warhead | Koreaanse soldaat | Stem        |

- Bibsys: 1533887398802
- Bibliothèque nationale de France: cb16654768k (data)
- Gemeinsame Normdatei: 1018481397
- International Standard Name Identifier: 0000 0001 1991 6447
- Library of Congress Control Number: no2011075911
- MusicBrainz: 3aa2490f-ffd9-4119-8a72-da2f114bd9a8
- Nationale Bibliotheek van Tsjechië: xx0305849
- Nationale Bibliotheek van Israël: 987009165445805171
- Nederlandse Thesaurus van Auteursnamen: 334237157
- Système universitaire de documentation: 163532494
- Virtual International Authority File: 170933443
- WorldCat: E39PBJbxCd6KpK8x8TP6X69JjC